# Orradre
Orradre es un lugar español, hoy día despoblado, del municipio de Romanzado, perteneciente a la Comunidad Foral de Navarra.

## Historia
Hacia mediados del siglo XIX, el lugar, ya por entonces perteneciente a Romanzado, tenía contabilizada una población de 48 habitantes. Aparece descrito en el duodécimo volumen del Diccionario geográfico-estadístico-histórico de España y sus posesiones de Ultramar de Pascual Madoz con las siguientes palabras:

ORRADRE: l. del ayunt. y valle de Romanzado, en la prov. y c. g. de Navarra, part. jud. de Aoiz (4 leg.), aud. terr. y dióc. de Pamplona (9). sit. en una hondonada: clima templado; le combate el viento N. Tiene 8 casas, igl. parr. de entrada, dedicada á San Juan y servida por un abad de provision de los vec., una ermita derruida y una fuente de aguas comunes, de donde se surten los vec. para sus usos domésticos y demas necesidades. El térm. confina N. Napal; E. Iso; S. Domeño y Arbonies, y O. Murillo-Berroya; comprendiendo dentro de su circunferencia una porcion de árboles en el camino de Domeño, y diferentes arbustos en otros puntos. El terreno es de mediana calidad con algo de huerta; le atraviesa un arroyo. caminos: los que dirigen á los pueblos limítrofes: el correo se recibe de Lumbier. prod.: trigo, cebada, habas, lino, patatas; cria de ganado lanar y vacuno; caza de perdices y liebres. pobl.: 4 vec., 48 alm. riqueza: con el valle (V.).
(Madoz, 1849, p. 385)

En 2023, la entidad singular de población tenía empadronados 0 habitantes.

## Patrimonio

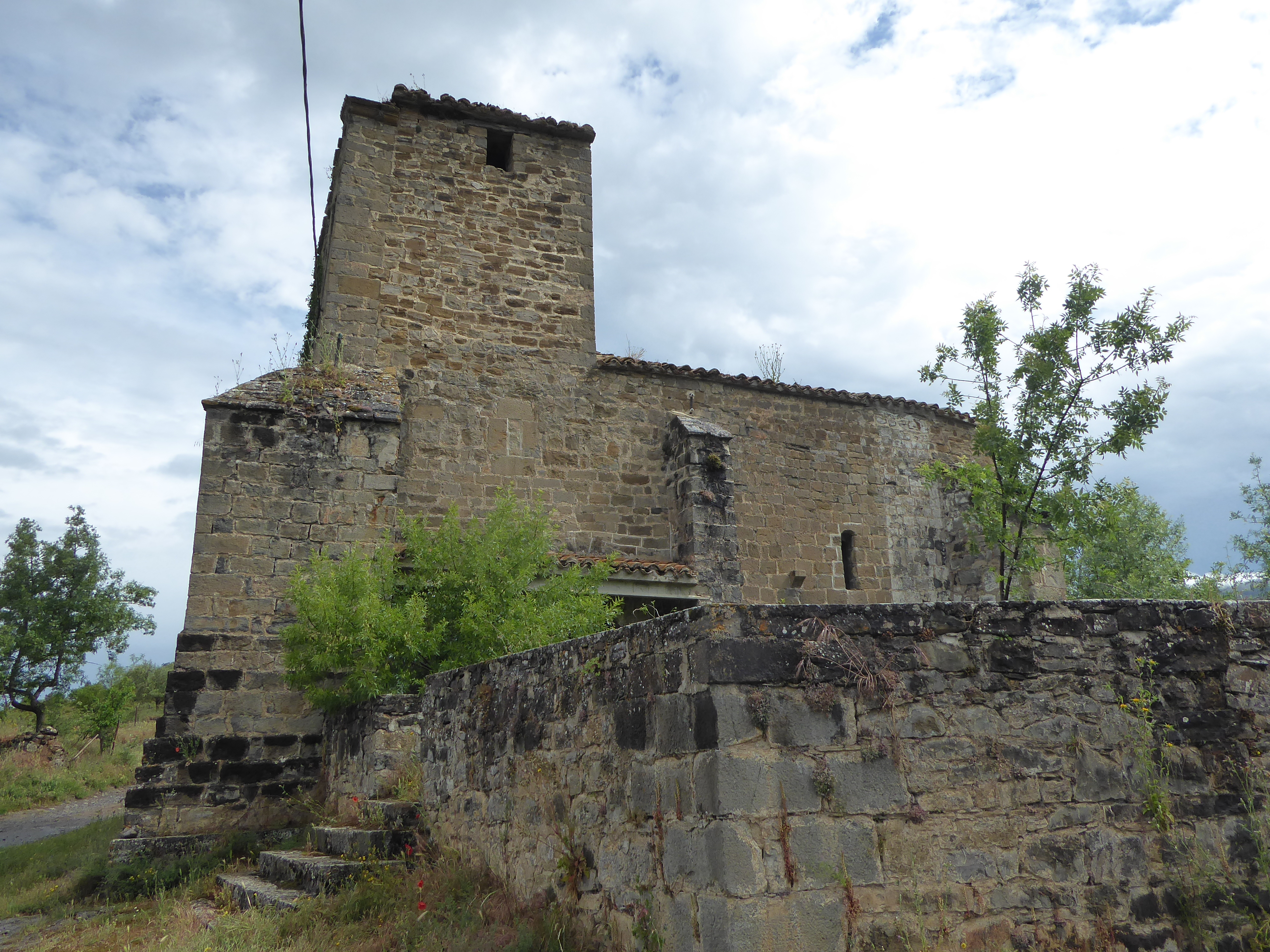
La iglesia de San Juan Bautista

Hay en el lugar una iglesia de San Juan Bautista.